# Verlucio
Verlucio fu una piccola città romana in Inghilterra difesa da mura. Il sito si trovava sulla via Calleva Atrebatum-Aquae Sulis. La zona rientra nella contea del Wiltshire nel Sud Ovest dell'Inghilterra, Regno Unito.

## Storia

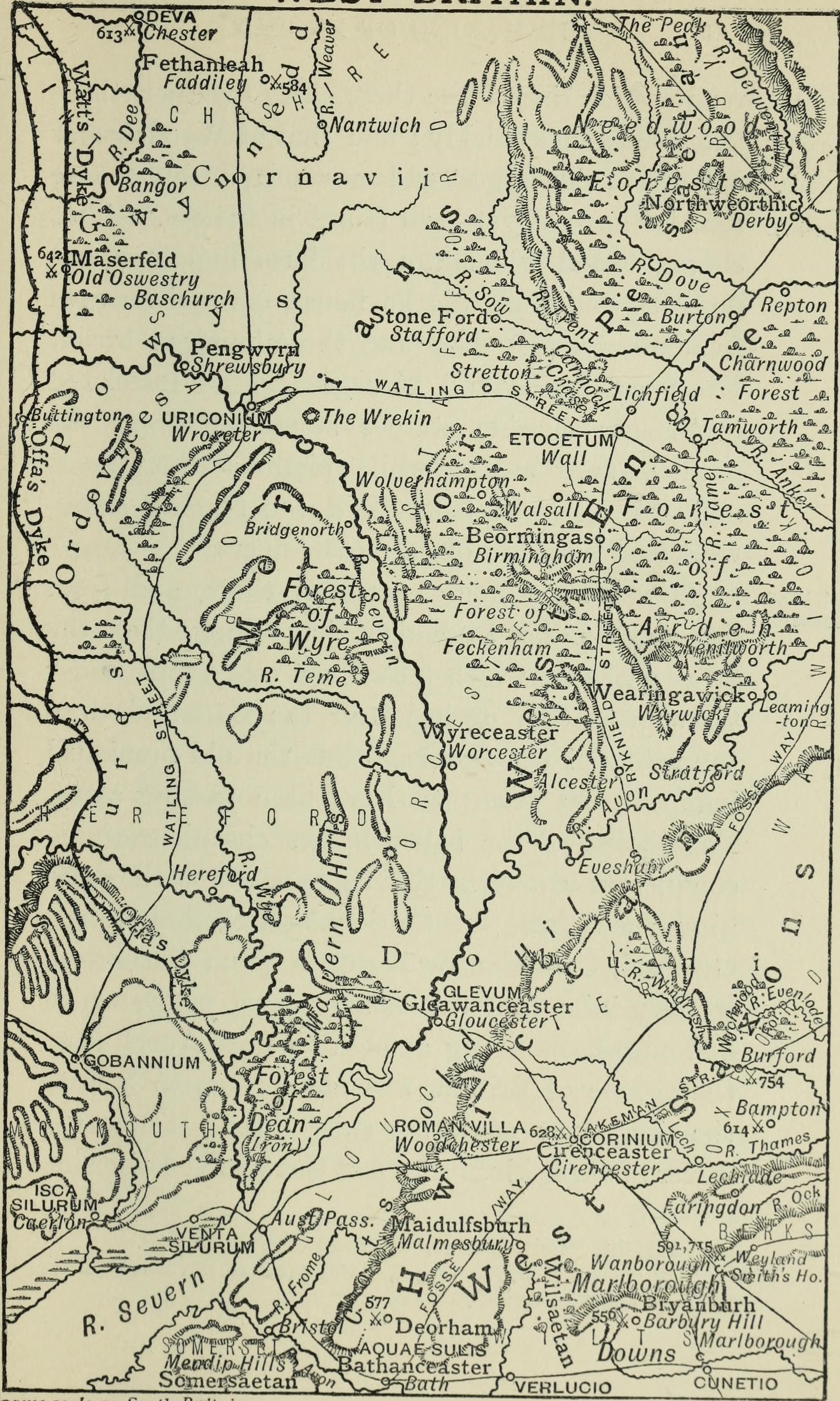
Verlucio in una mappa dell'Inghilterra del 1900. Il sito è nella parte bassa, al centro

Verlucio fu un insediamento romano della Britannia. Il sito era situato lungo la strada romana da Cunetio a Aquae Sulis, dove sorge Bath. Il recinto fortificato incompleto venne identificato da lavori sul campo e fotografie aeree e venne originariamente mappata nell'ambito di un progetto archeologico multidisciplinare, il "National Archaeological Identification Survey Lowland Pilot: West Wiltshire", ricerca combinata aerea e terrestre per comprendere l'archeologia della valle dell'Avon. I risultati del progetto iniziale hanno rivelato caratteristiche archeologiche che iniziano dal Neolitico. La geologia della tipica sabbia verde intorno a Sandy Lane ha rivelato la presenza di numerosi siti archeologici romani e preromani con segni di antiche colture. Il progetto intende usare questi risultati per aumentare la copertura del rilevamento aereo intorno a Verlucio con indagini archeologiche terrestri pianificate. Il progetto sui dintorni nelle sue fasi iniziali finora suggerisce che i resti archeologici in questa zona sopravvivono principalmente come terrapieni e sono di epoca medievale o post-medievale. Sembra che ci siano meno segni del paesaggio romano e preromano anche se le cose potrebbero cambiare con lo sviluppo del progetto. Una fotografia verticale della RAF risalente al luglio 1951 mostra i resti del sito particolarmente bene.
I rilievi a Bromham House Farm e sulla presunta ubicazione della villa romana di Bromham nel Wiltshire sono parte del progetto Verlucio and Environs. Il rilievo ha coperto un vasto complesso di fossati di recinzione, sentieri, confini e sistemi di campi, di possibile datazione all'età del ferro o romana, insieme a tre probabili tumuli dell'età del bronzo. Sono presenti anche ulteriori confini medievali o post-medievali successivi, insieme a un'attività di cava di data sconosciuta. Le indagini geofisiche hanno evidenziato prove di un'attività più estesa e articolata in più periodi in tutto il sito, sebbene l'ubicazione precisa dei resti strutturali associati alla villa rimanga ambigua.

## Descrizione
Questo insediamento ha carattere ed estensione incerti e si manifesta solo per reperti di superficie. Si tratta di reperti di materiale romano, tra cui una bara di piombo, e sono stati trovati nei campi a sud della strada romana un miglio più a est a Heddington Wick. Le ville si trovano a un miglio a sud a Bromham e circa mezzo miglio a nord a Nuthills. Edifici romani si trovano a un miglio e mezzo a nord-est a Bowood e due miglia a nord-est a Berhills Farm. È stato anche identificato un tempio romano-britannico, tre miglia a nord a Studley.